# Koleje Dolnośląskie
Die Koleje Dolnośląskie, kurz KD (deutsche Übersetzung: Niederschlesische Eisenbahnen) ist ein regionales Eisenbahnverkehrsunternehmen in der Woiwodschaft Niederschlesien und betreibt auf mehreren Strecken Personenzüge im Regionalverkehr.
Das Unternehmen wurde am 28. Dezember 2007 durch einen Beschluss des niederschlesischen Sejmiks gegründet und gehört vollständig der Woiwodschaft Niederschlesien.

## Linien

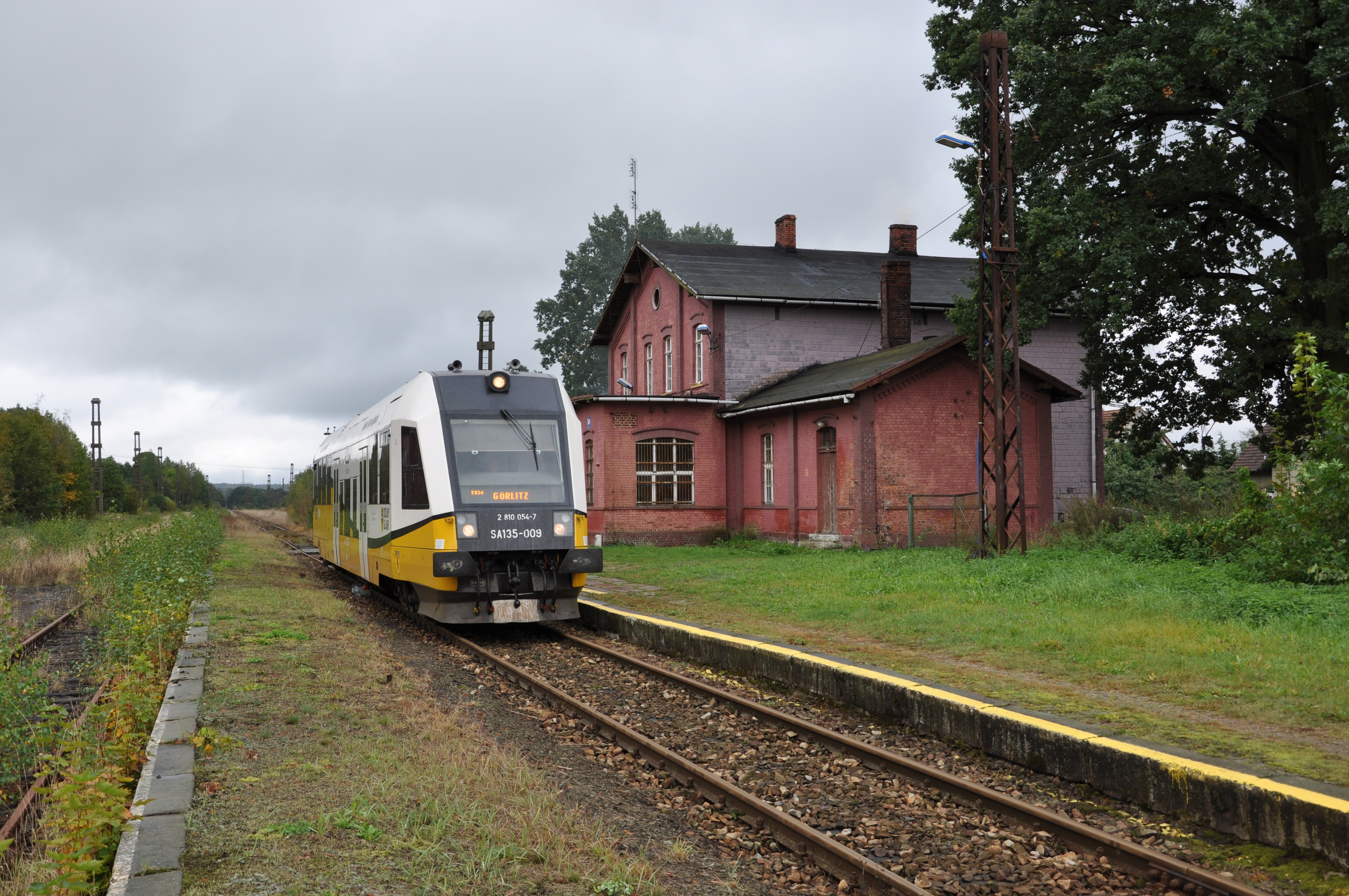
Dieseltriebwagen der Baureihe SA135 im Bahnhof Mikułowa (2016)

Die Gesellschaft betreibt folgende Linien des Regionalverkehrs: (Stand: Okt. 2023)

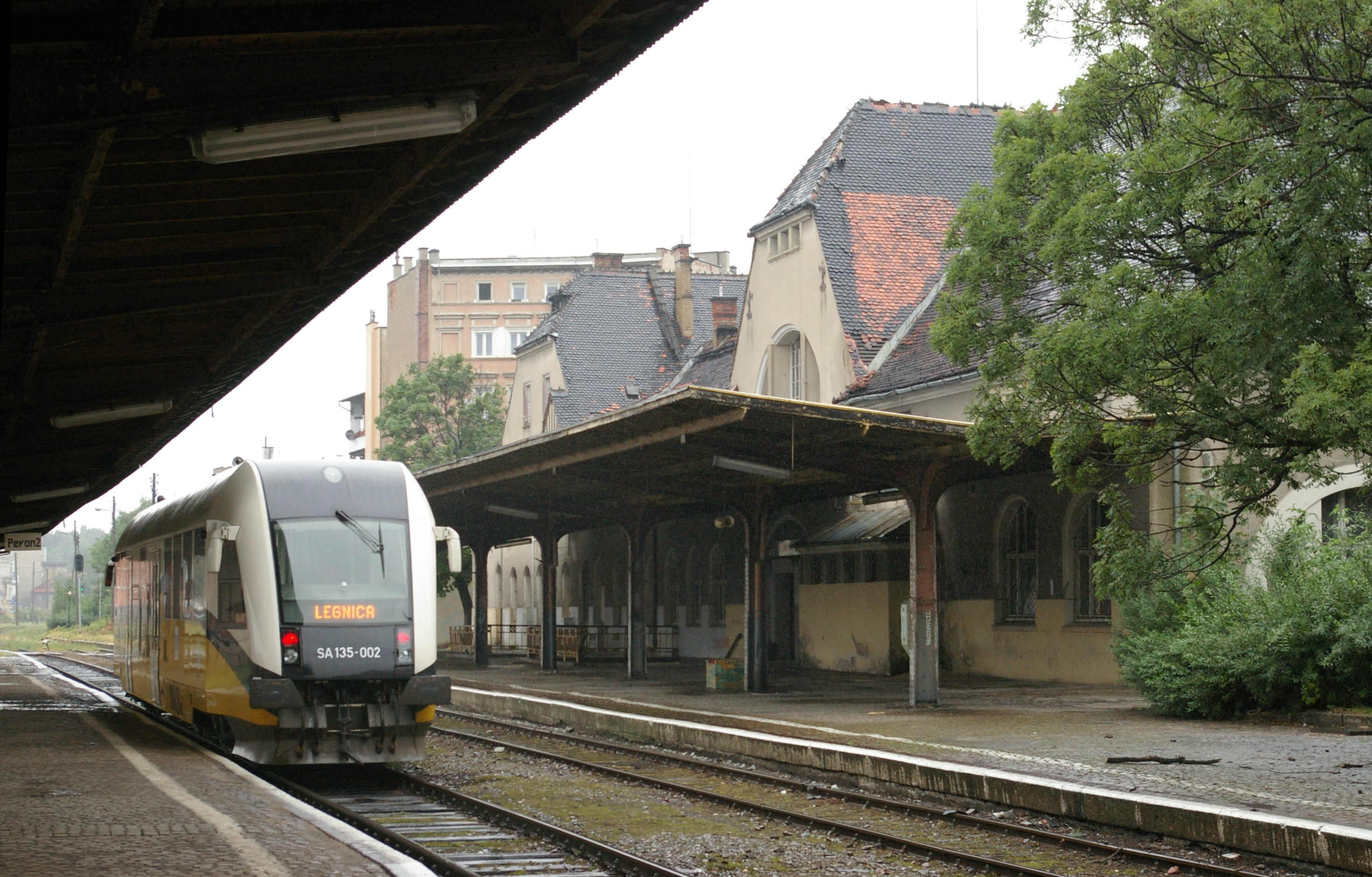
Dieseltriebwagen der Baureihe SA135 im Bahnhof Świdnica Miasto (2010)

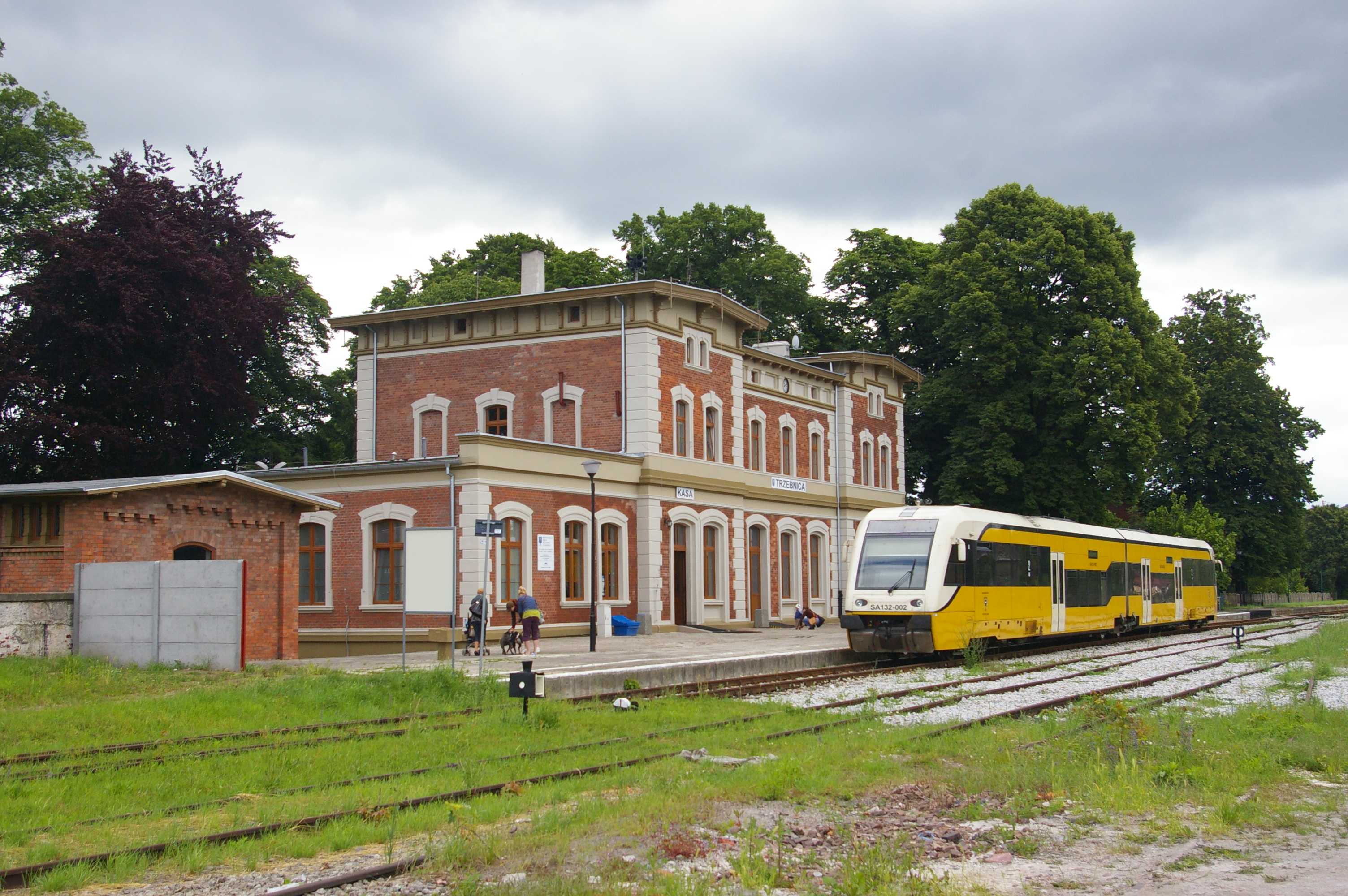
Dieseltriebwagen der Baureihe SA132 im Bahnhof Trzebnica (2010)

| Linie | Linienweg |
| ----- | --- |
| D1    | Wrocław Główny – Legnica – Bolesławiec – Węgliniec – Lubań Śląski |

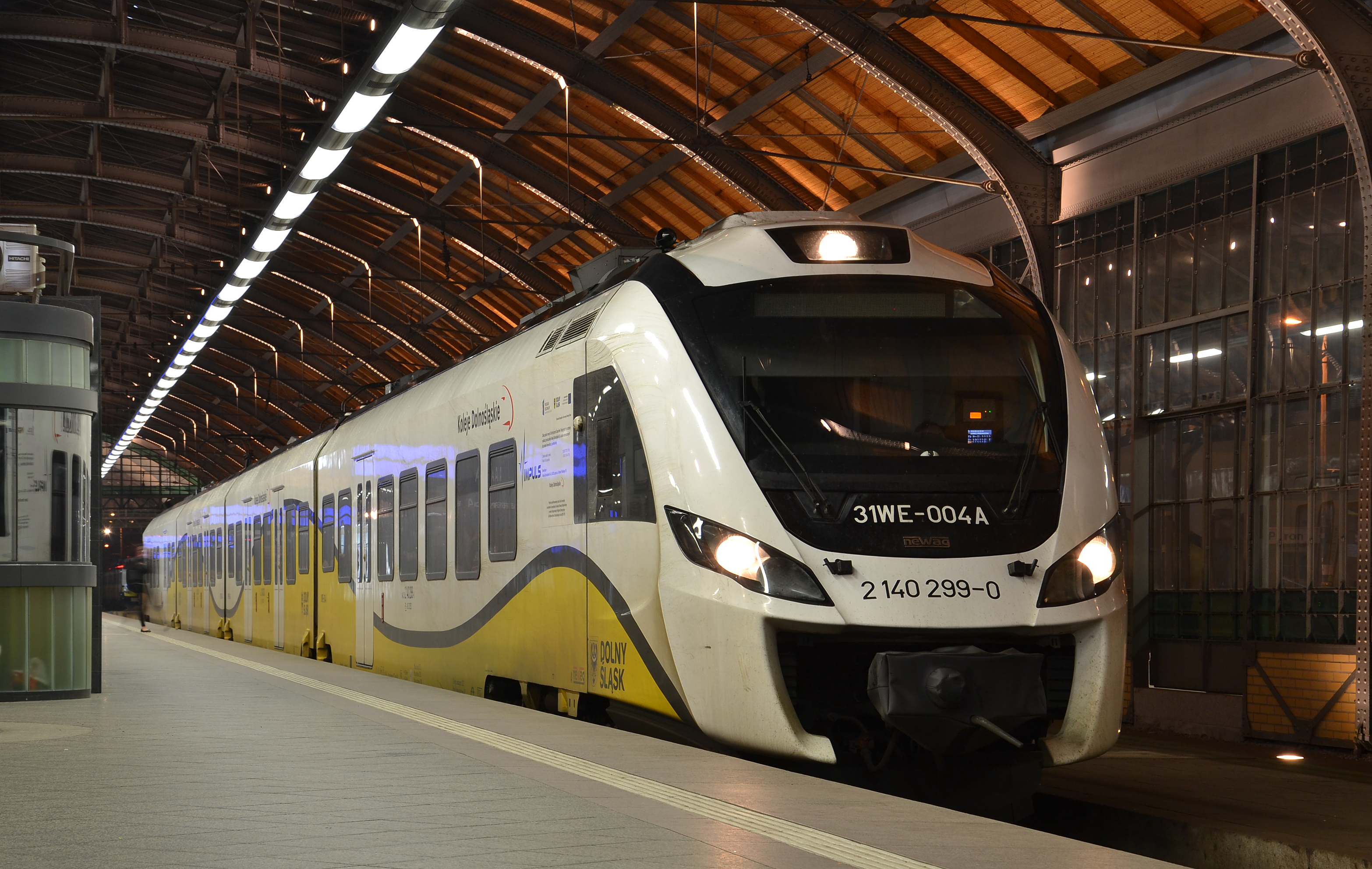
Elektrotriebwagen 31WE-004 Impuls im Breslauer Hauptbahnhof (2015)

| D2    | Wrocław Główny – Brzeg Dolny – Wołów – Ścinawa – Głogów |
| D3    | Wrocław Główny – Żmigród – Rawicz |
| D4    | Wrocław Główny – Kobierzyce – Sobótka – Świdnica Miasto – Bielawa Zachodnia |
| D5    | Legnica – Świdnica Miasto – Dzierżoniów Śląski/Bielawa Zachodnia – Kłodzko Główne – Kudowa-Zdrój                                                                                                  |
| D6    | Wrocław Główny – Wałbrzych Główny – Jelenia Góra – Szklarska Poręba Górna |
| D7    | Jelcz-Laskowice – Wrocław Główny – Oleśnica – Milicz – Krotoszyn |
| D8    | Wrocław Główny – Trzebnica |
| D9    | Wrocław Główny – Strzelin – Kłodzko Główne – Kłodzko Miasto – Międzylesie – Lichkov |
| D10   | Wrocław Główny – Legnica – Węgliniec – Zgorzelec – Görlitz – Dresden Hauptbahnhof in Kooperation mit Die Länderbahn (DLB)                                                                         |
| D11   | Wrocław Główny – Legnica – Lubin – Głogów |
| D13   | Legnica – Chojnów – Rokitki – Chocianów |
| D15   | Wałbrzych Główny – Nowa Ruda – Kłodzko Główne – Kudowa-Zdrój |
| D16   | Wrocław Główny – Jaworzyna Śląska – Świdnica Miasto – Dzierżoniów Śląski – Bielawa Zachodnia |
| D19   | Jelenia Góra – Lubań Śląski – Zgorzelec – Görlitz |
| D21   | Szklarska Poręba Górna – Harrachov – Tanvald – Liberec in Kooperation mit GW Train Regio |
| D25   | Wrocław Główny – Legnica – Żagań – Żary – Forst (Lausitz) |
| D26   | Trutnov – Kamienna Góra – Sędzisław |
| D28   | Wrocław Główny – Wałbrzych Główny – Meziměstí – Adršpach Der Zug verkehrt saisonal |
| D29   | Wrocław Główny – Kamieniec Ząbkowicki – Kłodzko Główne – Kudowa-Zdrój |
| D31   | Rawicz – Bojanowo – Góra Śląska |
| D70   | Wrocław Główny – Wrocław Sołtysowice – Wrocław Wojnów – Jelcz Laskowice |
| D71   | Oleśnica Rataje – Oleśnica – Syców |
| D92   | Kłodzko Główne – Kłodzko Miasto – Lądek-Zdrój – Stronie Śląskie |
| D99   | Wrocław Główny – Legnica – Żagań – Żary – Forst (Lausitz) – Cottbus – Berlin Ostkreuz – Berlin-Lichtenberg Pociąg do kultury / Kulturzug; nur an Wochenenden, in Kooperation mit DB Regio Nordost |
| KDPN  | Wrocław Główny – Legnica – Lubin – Głogów – Zielona Góra Główna – Szczecin Dąbie – Międzyzdroje – Świnoujście nur an Wochenenden, im Sommerferien                                                 |

### Übernahme des Betriebs
| Datum      | Strecke                                                     |
| ---------- | ----------------------------------------------------------- |
| 2008       |                                                             |
| 14.12.2008 | Kłodzko Miasto – Międzylesie (bis 11.12.2009)               |
| 14.12.2008 | Legnica – Jaworzyna Śląska – Kamieniec Ząbkowicki – Kłodzko |
| 2009       |                                                             |
| 6.1.2009   | Wałbrzych Główny – Nowa Ruda – Kłodzko Miasto               |
| 20.9.2009  | Legnica – Wrocław Główny                                    |
| 20.9.2009  | Wrocław Główny – Trzebnica                                  |
| 13.12.2009 | Jelenia Góra – Lwówek Śląski                                |
| 13.12.2009 | Lwówek Śląski – Zebrzydowa (bis 10.12.2011)                 |
| 2010       |                                                             |
| 1.3.2010   | Legnica – Bolesławiec – Zgorzelec                           |
| 12.12.2010 | Legnica – Żagań – Żary                                      |
| 12.12.2010 | Węgliniec – Ruszów – Żary                                   |
| 2011       |                                                             |
| 3.1.2011   | Jelenia Góra – Szklarska Poręba Górna (bis 10.12.2011)      |
| 11.12.2011 | Wrocław Główny – Wołów                                      |
| 11.12.2011 | Wrocław Główny – Jelcz-Laskowice                            |
| 11.12.2011 | Zgorzelec – Lubań Śląski – Gryfów Śląski – Jelenia Góra     |

## Fahrzeuge
Der Fahrzeugbestand des Unternehmens besteht aus Dieseltriebwagen der Baureihen SA106, SA109, SA132, SA134 und SA135. Vom Hersteller Newag wurden sechzehn Elektrotriebzüge vom Typ Impuls für die Strecken von Wrocław nach Oleśnica, Żmigród sowie Legnica geliefert. Diese werden als Baureihe 31WE und 36WEa bezeichnet. 2018 kamen längere Elektrotriebzüge vom Typ 45We hinzu, die auf den Linien Wrocław-Międzylesie, Wrocław-Węgliniec, Wrocław-Legnica-Lubin-Głogów, Wrocław-Rawicz, Wrocław-Jelcz Laskowice und andere elektrifizierte Linien im Gebiet Niederschlesiens eingesetzt werden. 2022 wurden die ersten 5 von 25 Elektrotriebzügen vom Typ 48WEc geliefert.